# پن تاک (آریزونا)
پن تاک (به انگلیسی: Pan Tak) یک منطقهٔ مسکونی در ایالات متحده آمریکا است که در آریزونا واقع شده است. پن تاک ۱٬۰۴۰ متر بالاتر از سطح دریا واقع شده است.